# Chiesa di San Giacomo (Camino)
La chiesa di San Giacomo si trova a Camino nel comune di Buttrio (UD) ed è filiale della chiesa parrocchiale dei SS. Giacomo e Bartolomeo, sita nella stessa località

## Storia
La chiesa compare per la prima volta in un documento del 1329; la costruzione attuale risale però probabilmente alla fine del XV secolo.

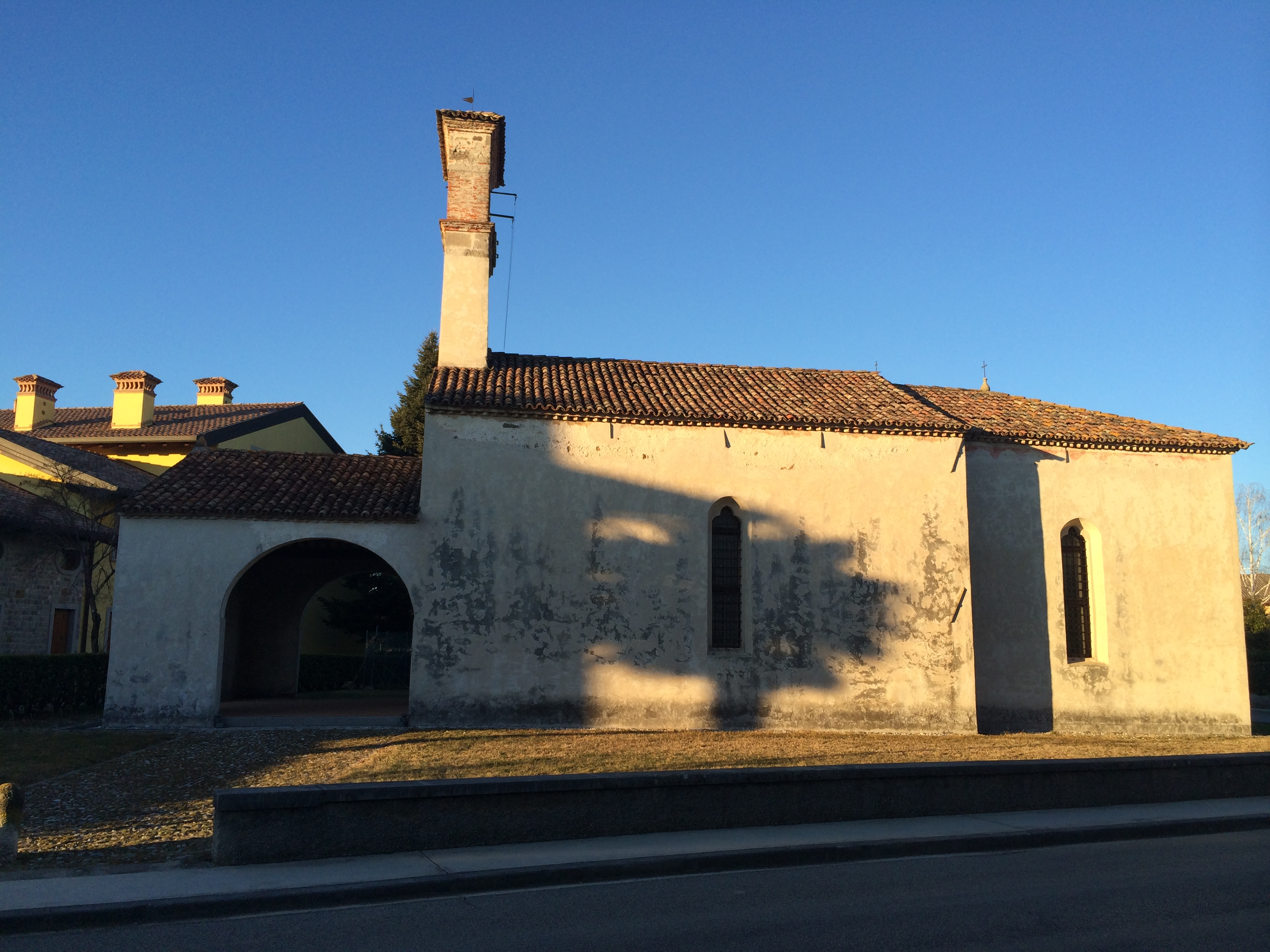
Fianco della chiesa

Vi si accede attraverso un atrio, con copertura a capanna, chiuso a nord-ovest da un muro affrescato che precede una porta e due finestre ampliate e incorniciate intorno alla metà  del XVIII secolo. Sul colmo della facciata la chiesa presenta un'alta bifora campanaria con cimasa orizzontale restaurata nel 1762.

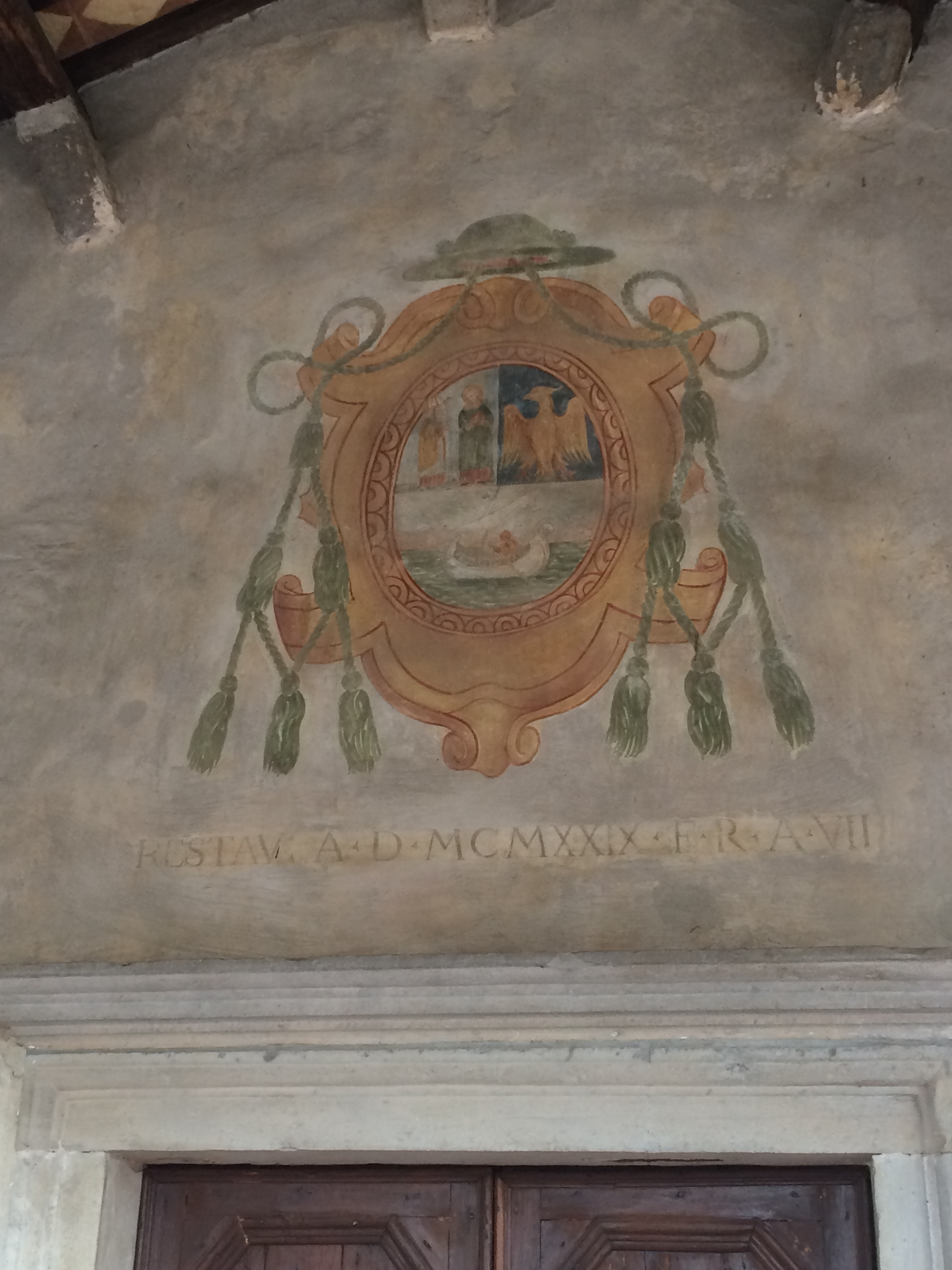
Stemma vescovile sul portale

Un occhio si apre sotto lo spiovente destro del tetto e due recenti finestre polilobate sono visibili sul fianco destro.

## Interno
All'interno la chiesa ha un'aula rettangolare con travatura scoperta e un'abside quadrata con volta a crociera dalle vele profilate a costoloni; la sacrestia risale al 1747.
Il battistero è affrescato con l'immagine di San Giovanni e del Padre Eterno, forse opera di Domenico Pighini. Sulle pareti e sull'arco dell'abside si trovano affreschi di Gian Paolo Thanner con i Dottori della Chiesa, i simboli degli Evangelisti e i Santi Sebastiano e Rocco, datati 1532.